# Gabriel Bernardo Barba
Gabriel Bernardo Barba  (Morón, 24 de abril de 1964) es un sacerdote y obispo argentino, que actualmente se desempeña como 7° Obispo de San Luis.

## Biografía

### Primeros años y formación
Gabriel Bernardo el 24 de abril de 1964, en Morón, provincia de Buenos Aires, Argentina.
Realizó sus estudios primarios en el Colegio Pío IX, de los padres salesianos, en el barrio porteño de Almagro.  
Realizó su formación secundaria en el Colegio San José, de los Hermanos Maristas, en Morón.
El 1 de marzo de 1984, poco antes de cumplir 20 años, ingresó en el seminario San José de la diócesis de Morón, donde cursó sus estudios de Filosofía y de Teología con un buen rendimiento. 
En el 2000, se licenció en Derecho Canónico en la UCA. Posteriormente, efectuó los cursos del doctorado y presentó el proyecto de tesis que retomó el 2013. 
Es profesor de Derecho Canónico I en la Facultad de Teología de la UCA.

### Sacerdocio
El 12 de agosto de 1989 recibió la ordenación sacerdotal en la Catedral de Morón. 
Perteneció al clero de la diócesis de Morón, y cuando el papa Juan Pablo II creó la diócesis de Merlo-Moreno el 13 de mayo de 1997, se incardinó en esta nueva diócesis.
Tras su ordenación, ejerció el ministerio sacerdotal como vicario parroquial de San Judas Tadeo (1989), y de San Francisco de Paula (1990), ambas parroquias de la localidad de Ituzaingó.
- Administrador parroquial de Cristo del Perdón (1991 – 1992) de La Reja.
- Secretario de la Vicaria Episcopal de la Juventud (1993 – 1996).
- En 1995 fue nombrado párroco de Cristo del Perdón, oficio que tuvo hasta el 2013.

Creada la diócesis de Merlo-Moreno, desmembrada de la de Morón, cumplió los siguientes ministerios y oficios: 
- Canciller de la curia diocesana (1997 – 2005)
- Miembro del Colegio de Consultores diocesanos (1997 – 2013).
- Instructor de la Comisión Judicial diocesana (1999 – 2013).
- Instructor de las causas sacerdotales (2001 – 2013).
- Miembro del Consejo Presbiteral (1997 – 2013).
- Vicepresidente de Cáritas diocesana (2004 – 2009)
- Pro vicario general de la diócesis (2006); vicario general y moderador de la curia (2007 – 2013).
- Director de la Escuela Diaconal y encargado de la formación de los diáconos permanentes (2008 – 2013).

## Episcopado

### Obispo de Gregorio de Laferrére
El 19 de diciembre de 2013, el papa Francisco, lo nombró Obispo de Gregorio de Laferrere.

#### Ordenación episcopal
Fue consagrado el 1 de marzo de 2014, a manos de su antecesor, y primer Obispo de Laferrere Juan Horacio Suárez. Sus co-consagrantes fueron el por entonces Obispo de La Rioja, Marcelo Colombo y el Obispo Emérito de San Isidro, Jorge Casaretto.
Tomó posesión canónica el mismo día de su ordenación.

#### Cargos durante el Obispado
En la CEA es miembro de la Comisión Permanente y presidente de la Comisión Episcopal de Comunicación Social, desde el 2017.

### Obispo de San Luis
El 9 de junio de 2020, el papa Francisco, lo nombró Obispo de San Luis.

#### Toma de posesión canónica
Tomó posesión canónica el día 11 de julio, durante una ceremonia en la Catedral de San Luis.